# فرنتس دئاک
فِرِنتس آنتال دِئاک (مجاری: Deák Ferenc Antal، زاده ۱۷ اکتبر ۱۸۰۳ - درگذشته ۲۸ ژانویه ۱۸۷۶) ملقب به فرزانهٔ وطن، دولتمرد و وزیر دادگستری مجاری بود. وی در انقلاب ۱۸۴۸ مجارستان در کابینه لایوش باتیانی (اولین کابینه دولت مجارستان) سمت وزیر دادگستری را پذیرفت ولی همواره موضعی ضد خشونت داشت.

## انقلاب ۱۸۴۸–۱۸۴۹ مجارستان
او چندین سفر به وین به جهت مصالحه انقلابیون (لیبرالهای افراطی کشوت) و دربار هابسبورگ انجام داد که بی‌نتیجه بود و بعد از اقدامات بی‌ثمر از مسند وزارت استعفا کرد ولی عضو پارلمان باقی ماند تا بتواند از مشروعیت مشروطه قوانین دهگانه آوریل دفاع کند. در نهایت نیز از سیاست کناره‌گیری کرده و اوقاتش را به رسیدگی املاکش در کِهیدا گذراند. در خلال جنگهای استقلال هیچ مشارکت فعالی نداشت و بعد از شکست مجارستان نیز دادگاهی در اتریش او را تبرئه کرد.

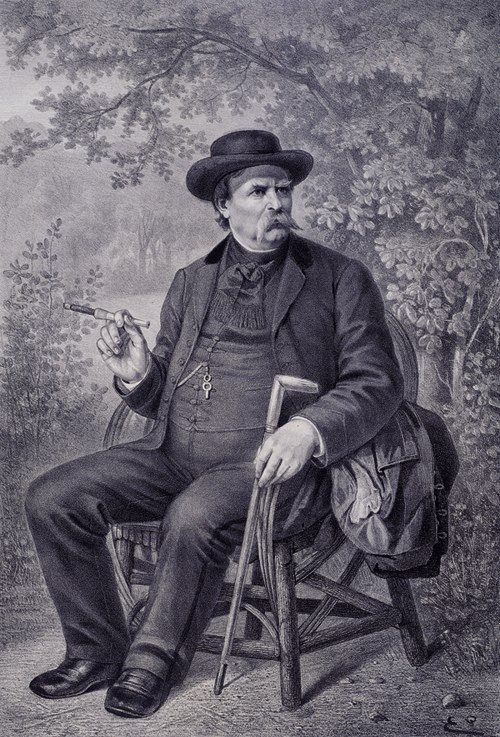
دئاک در حال سیگار کشیدن طرف سال مصالحه با اتریش - ۱۸۶۷

## پس از انقلاب تا مصالحه
در سال‌های ۱۸۵۰ به بعد او از پذیرش هرگونه نقش سیاسی پرهیز کرد و تبدیل به یک چهره مطرح مقاومت بدون خشونت شد. تا اینکه جنگ دوم استقلال ایتالیا به سال ۱۸۵۹ و حمایت قوی مردمی از ایتالیا او را به حیات سیاسی بازگرداند. از سال ۱۸۶۱ که اتریش در این جنگ بازنده شد، دئاک مذاکراتی را با دربار هابسبورگ، فرانتس یوژف شروع کرد. او رهبری کمیته ای را بر عهده داشت که با کمک کالمان تیسا و دیگر سیاستمداران معاصر پیش‌نویس دستور کار را تهیه کنند. جنگ اتریش و پروس به سال ۱۸۶۶، جنگی که جایگاه اتریش را از یک قدرت بزرگ تنزل داد درست موقعی اتفاق افتاد که کار پیش‌نویس تمام شده بود. به تدریج دئاک دیدگاه‌هایش به استقلال مجارستان را تعدیل کرد و اصرار بر قراردادی کرد که قوانین دهگانه آوریل را معتبر بشمارد، در آن دفاع و دارایی بین اتریش و مجارستان مشترک باشد و در ضمن استقلال داخلی مجارستان را نیز محترم بدارد. با این اوصاف در سال ۱۸۶۷ او نقش بزرگی در سازش اتریشی-مجارستانی (به آلمانی: Ausgleich) (به مجاری: Kiegyezés) داشت که منجر به برقراری بخشی از حاکمیت دوباره پادشاهی مجارستان شد. پس از مصالحه، اگرچه او اولین انتخاب برای سمت نخست‌وزیری در کابینهٔ جدید مجارستان بود ولی به نفع دیْولا آندراشی کنار رفت.

## درگذشت
بعد از سال سازش سلامتی او بر اثر کار زیاد و حمله‌های گاه‌وبیگاه وطن پرستان رادیکال رو به وخامت گذاشت. او در نهایت در ۲۸ ژانویه ۱۸۷۶ در گذشت و مراسم خاکسپاری وی با شکوه هر چه تمام برگزار شد.

## یادبودها
فرزانهٔ وطن لقبی که با آن مشهور است را اولین بار لایوش کشوت به او داده‌است.

امروز میدان مرکزی بوداپست جایی که ۳ خط مترو از ۴ خط را به هم متصل می‌کند به یاد او میدان دئاک فرنتس نامیده می‌شود. خیابان دئاک فرنتس نیز، که به میدان منتهی می‌شود جایی است که وی برای مدت ۲۰ سال از عمرش را در آن در هتل «ملکه انگلیس» زندگی کرد.

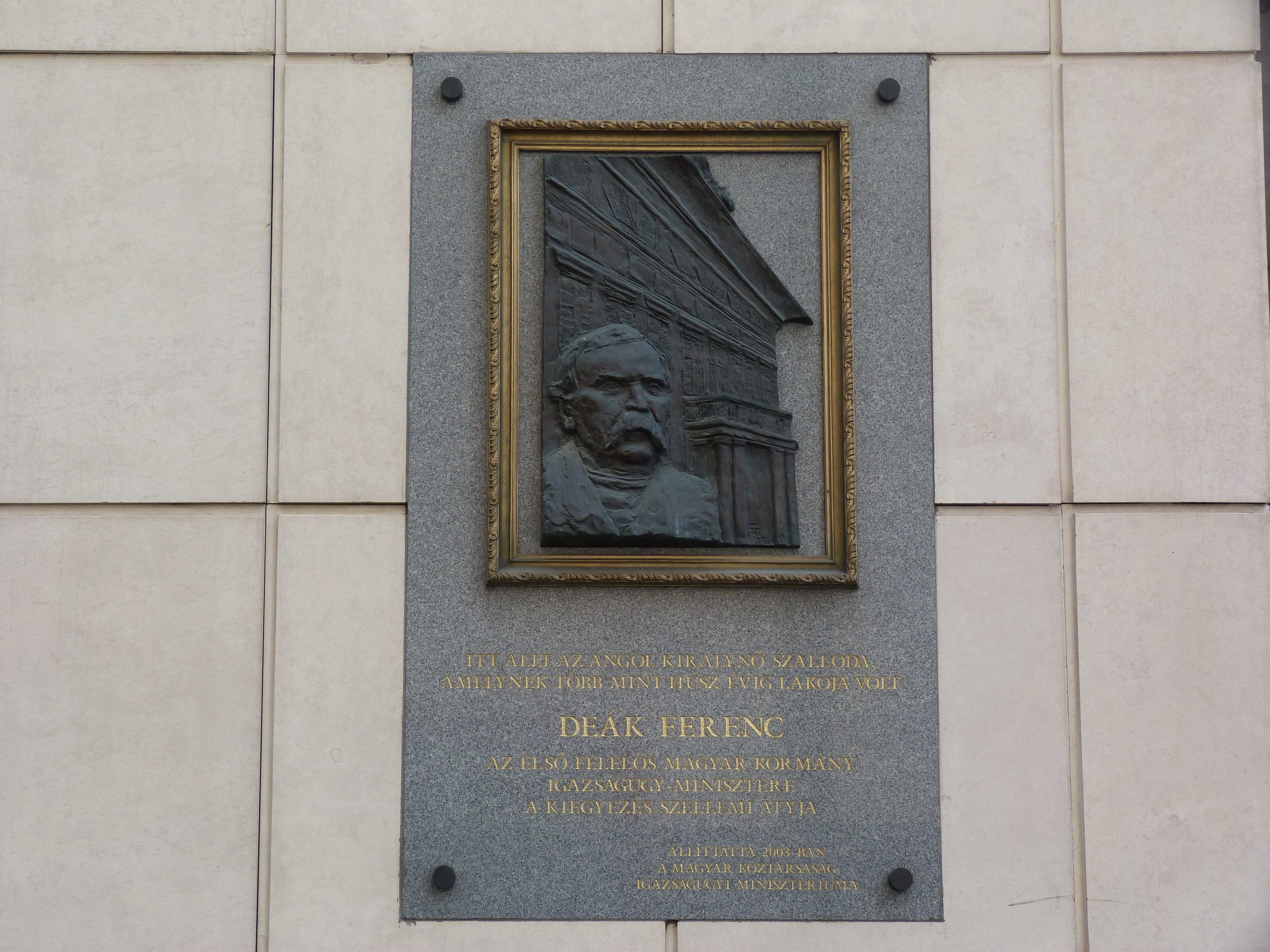
یادبود دئاک در مکان اقامتگاهش برای ۲۰ سال (سابق هتل ملکه انگلیس، که در ۱۹۴۰ تخریب شد).
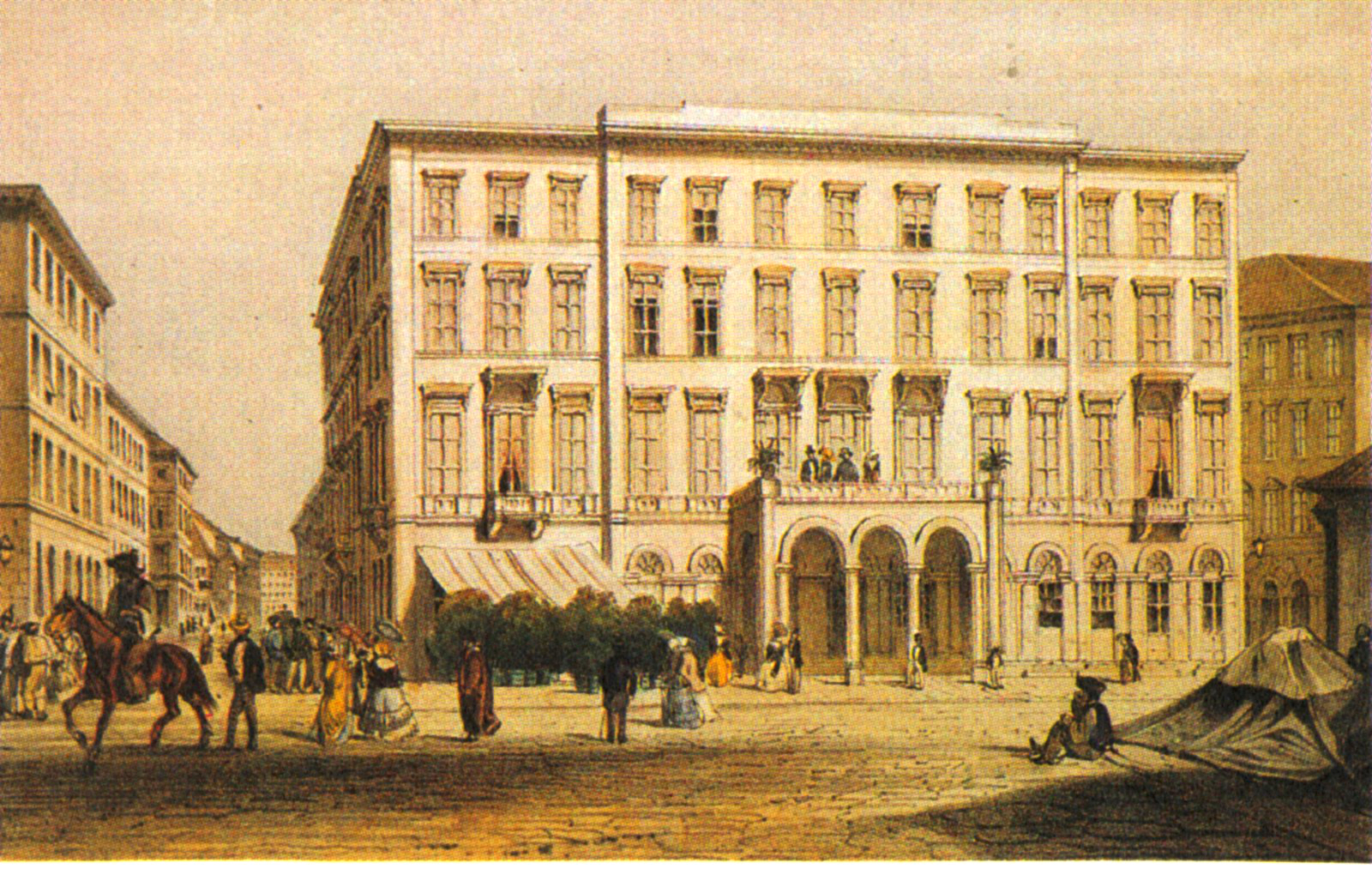
هتل «ملکه انگلیس» جایی که فرنتس دئاک برای بیست سال اقامت داشت. اکنون خیابان دئاک فرنتس شماره ۱.
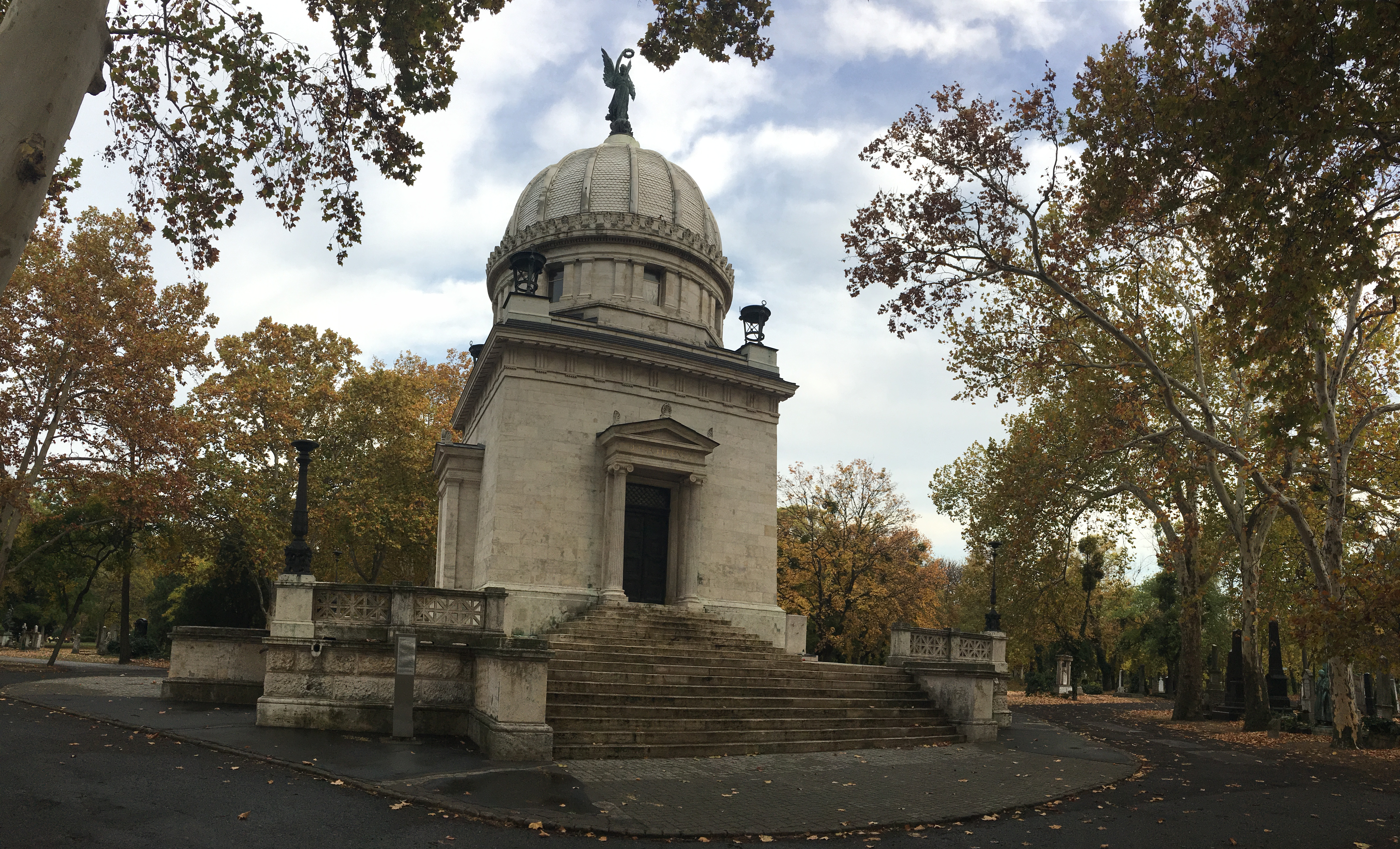
آرامگاه دئاک در گورستان کرپشی
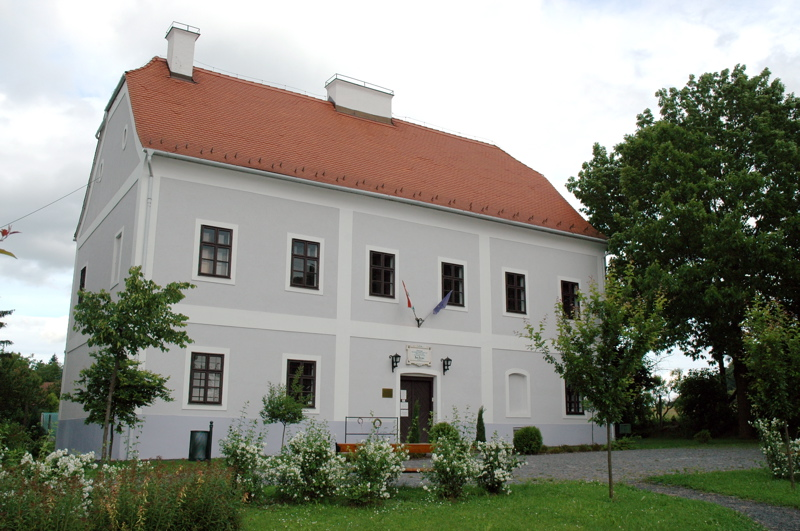
زادگاه دئاک در روستای شویتور